# Peñamellera Baja
Peñamellera Baja är en kommun i Spanien. Den ligger i den autonoma regionen Asturien i norra delen av landet, 300 km norr om huvudstaden Madrid. Antalet invånare är 1 188 (2024). Arean är 84,06 kvadratkilometer. Peñamellera Baja gränsar till Peñamellera Alta, Llanes, Ribadedeva, Val de San Vicente, Herrerías, Lamasón, Peñarrubia och Tresviso. 